# Богоявленская церковь (Нежин)
Богоявленская церковь — православный храм в городе Нежине Черниговской области, памятник архитектуры и истории местного значения.

## История
Церковь была построена в период 1719—1721 годы в стиле барокко на территории Нежинского замка. Также именовалась как Замковая церковь из-за расположенности на территории замка. Сейчас располагается на территории рынка.
Изначально храм был прямоугольный в плане. В 1826 году был надстроен купол, а с западной стороны пристроена колокольня, также у боковых входов появились 4-колонные портики, венчающие треугольные фронтоны (не сохранились). Церковь окружала стена, в которой в начале XX века размещались торговые лавки, которые вместе с каменными погребами сдавались в аренду.
Каменная, однокупольная, прямоугольная в плане церковь, над крышей располагается башня под куполом на четверике. К основному объёму примыкает двухъярусная колокольня восьмерик на четверике, венчается куполом. Церковь ограждена.
В советский период церковь использовалась как склад.
В начале 2000-х годов храм был передан религиозной общине. Были проведены реставрационные работы, к 2018 году башня под куполом храма была восстановлен.
В 2011 году храму присвоен статус памятника архитектуры и истории местного значения.